# セスト・フィオレンティーノ
セスト・フィオレンティーノ（伊: Sesto Fiorentino）は、イタリア共和国トスカーナ州フィレンツェ県にある、人口約49,000人の基礎自治体（コムーネ）。

## 地理

### 位置・広がり

#### 隣接コムーネ
隣接するコムーネは以下の通り。
- カレンツァーノ
- カンピ・ビゼンツィオ
- フィエーゾレ
- フィレンツェ
- ヴァーリア

### 気候分類・地震分類
セスト・フィオレンティーノにおけるイタリアの気候分類 (it) および度日は、zona D, 1772 GGである。
また、イタリアの地震リスク階級 (it) では、zona 3 (sismicità bassa) に分類される。

## 行政

### 分離集落
セスト・フィオレンティーノには、以下の分離集落（フラツィオーネ）がある。
- Canonica di Cercina, Castiglioni, Cercina, Colonnata, Montorsoli, Osmannoro, Padule, Querceto, Quinto Fiorentino

## 姉妹都市
- バニョレ、フランス 1961年
- Mahbes、サハラ・アラブ民主共和国 1984年
- ステファナーコニ、イタリア 1997年
- ヴィエリチカ、ポーランド 2003年

## 交通
- フィレンツェ＝ペレトラ空港